# My Friend
A My Friend (magyarul: Barátom) a horvát Jacques Houdek dala, mellyel Horvátországot képviselte a 2017-es Eurovíziós Dalfesztiválon, Kijevben. A dal belső kiválasztás során nyerte el az eurovíziós indulás jogát.

## Eurovíziós Dalfesztivál
A dalt a 2017. március 2-án mutatták be nyilvánosan.
A dalt az Eurovíziós Dalfesztiválon először a május 11-i második elődöntőben adta elő, fellépési sorrendben tizenegyedikként a San Marinót képviselő Valentina Monetta és Jimmy Wislon Spirit of the Night című dala után és a Norvégiát képviselő Jowst Grab the Moment című dala előtt. Az elődöntőből a nyolcadik helyen jutott tovább a május 13-i döntőbe, ahol fellépési sorrendben tizenharmadikként lépett fel az Azerbajdzsánt képviselő Dihaj Skeletons című dala után és az Ausztráliát képviselő Isaiah Don’t Come Easy című dala előtt. A pontozás során a zsűri szavazáson összesítésben az huszonkettedik helyen végzett 25 ponttal, míg a nézői szavazáson a kilencedik helyen végzett 103 ponttal (Montenegrótól és Szlovéniától maximális pontot kapott), így összesítésben 128 ponttal a verseny tizenharmadik helyezettje lett.
A következő horvát induló Franka Crazy című dala volt a 2018-as Eurovíziós Dalfesztiválon.